# كفر أسد (إربد)
كفر أسد قرية من قرى محافظة إربد في الأردن. تتبع إداريا للواء الوسطية وهي مركز اللواء. يبلغ عدد سكانها 23678 الف واغلبهم من عشائر (الظواهره والنواصره والذيابات عشائر من (العمري)) والعزام والمهيدات والبشايره 